# 孔塞普西翁德拉謝拉

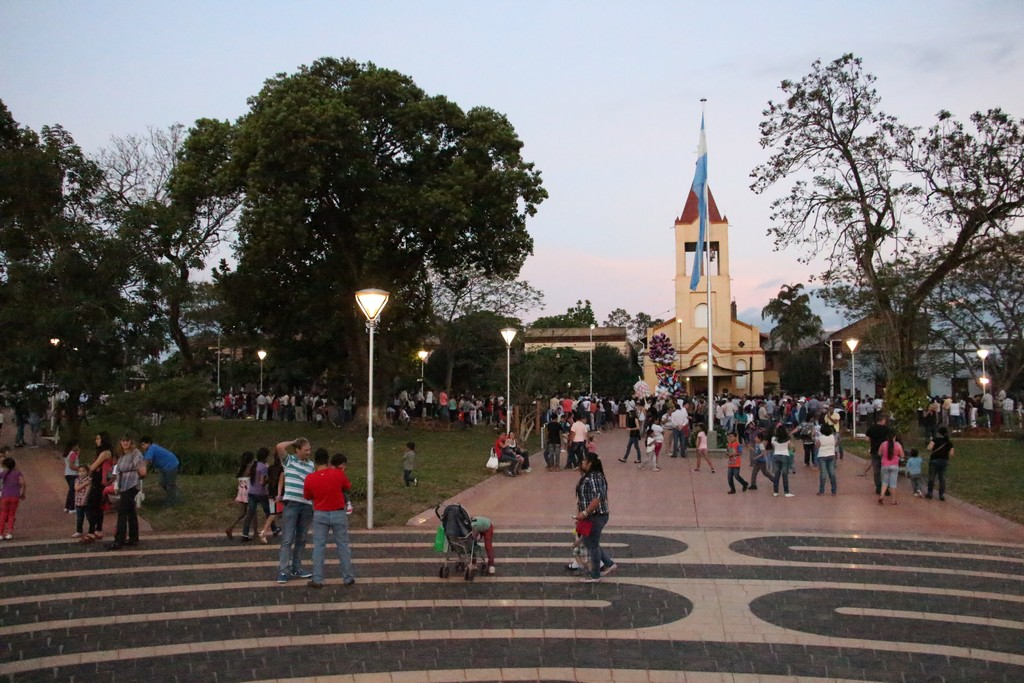
孔塞普西翁德拉謝拉

27°59′S 55°31′W / 27.983°S 55.517°W
孔塞普西翁德拉謝拉（西班牙語：Concepción de la Sierra），是阿根廷的城鎮，位於該國東北部米西奧內斯省，是孔塞普西翁縣的首府，始建於1619年12月8日，面積340平方公里，海拔高度162米，2001年人口5,340，人口密度每平方公里22人。

## 外部連結
- Ministerio del Interior（页面存档备份，存于） （西班牙文）